# Tamara Kamenszain
Tamara Kamenszain (Buenos Aires, 9 febbraio 1947 – Buenos Aires, 28 luglio 2021) è stata una poetessa e saggista argentina.

## Biografia
Studiò filosofia, lavorò in ambito giornalistico da quando era molto giovane per poi dedicarsi all'insegnamento della letteratura.
Appartiene, insieme ad Arturo Carrera e Néstor Perlongher, alla generazione di poeti degli anni settanta del neo-barocco.
I suoi saggi sulla poesia argentina e latinoamericana sono materia di studio nelle università argentine e al di fuori delle stesse. I suoi libri di poesia sono stati totalmente o parzialmente tradotti in diverse lingue ed è considerata una delle voci che hanno influito sulle nuove generazioni di poeti.

## Premi e riconoscimenti
- Premio Onorifico José Lezama Lima conferita per Casa delle Américas, #Cuba, 2015.[6][7]
- Premio Konex di Platino 2014: Poesia quinquenio 2004-2008.[8]
- Premio della Critica al migliore libro del 2012, conferito dalla Feria del Libro di Buenos Aires al romanzo della poesia nell'aprile del 2013.[9]
- Primo premio. Terzo Certamen di Poesia Hispanoamericana "Festival della Lira", Concesso a "L'eco di mia madre". 2011.[10]
- Medaglia di Onore per il Centenario di Pablo Neruda conferita dalla Presidenza del Governo di Cile. Luglio di 2004.[11]
- Premio Konex - Diploma al merito 1994. Per il quinquennio 1994-1998 (Poesia).[12]
- Primo Premio Saggistico. Governo della Città di Buenos Aires, concesso alla produzione édita del triennio 1993-1996 per L'età della poesia[13]
- John Simon Guggenheim Memorial Foundation Fellowship. Genere: poesia (1988-89)
- Terzo Premio Nazionale Saggistico, concesso alla produzione edita del triennio 1983-86, per Il testo silenzioso.
- Finalista Premio Anagrama, con Il testo silenzioso (1980)[14]
- Premio di Appoggio alla Produzione Poética. Concesso a Da questo lato del Mediterraneo per il Fondo Nazionale delle Arti Argentine (1972)[15]

## Opere

### Poesie
- Da questo lato del Mediterraneo (Edizioni Noé, Buenos Aires, 1973).
- I No (Sudamericana, Buenos Aires, 1977).
- La casa grande (Sudamericana, Buenos Aires, 1986).
- Vita di living (Sudamericana, Buenos Aires 1991).
- Tango Bar (Sudamericana, Buenos Aires, 1998).
- Il Ghetto (Sudamericana, Buenos Aires, 2003).
- Soli e sole (Editoriale Lumen, Buenos Aires 2005).
- L'eco di mia madre (Sotto la luna, 2010).
- Il romanzo della poesia. Poesia riunita. Prologo di Enrique Foffani. (Adriana Hidalgo Editrice, 2012).
- Il libro dei divani (Adriana Hidalgo Editrice, 2014).

### Saggi
- Il testo silenzioso. Tradizione e avanguardia nella poesia sudamericana. (O.N.A.M, Messico, 1983).
- L'età della poesia, (Beatriz Viterbo Editrice, Rosario, 1996).
- Storie di amore e altri saggi sulla poesia (Paidós, Buenos Aires, 2000).
- La bocca della testimonianza. Quello che dice la poesia (Norma, Buenos Aires, 2006).
- Un'intimità inoffensiva. Quelli che scrivono con quello che c'è (Eterna Cadenza, Buenos Aires, 2016)
- Il libro di Tamar (Eterna Cadenza, Buenos Aires 2018)

### Traduzioni

#### Libri
- O Ghetto (Edizione simultanea dell'editoriale Inimigo Rumor di Río de Janeiro e dell'editoriale Angelus Novus di Portogallo, 2003. Traduzione portoghese di Carlito Azevedo e Paloma Vidal.
- Solitari. Prossima apparizione, Editoriale 7 Lettere di Río de Janeiro. Traduzione di Carlito Azevedo.
- Fremd in der familie, tradotto in tedesco da Petra Strien. (Pubblicazione: ottobre 2010. Teamart, Svizzera)
- Men and women alone, tradotto in inglese da Cecilia Rossi, Waterloo Press, London, 2010.
- The Ghetto. Tradotto in inglese da Seth Michelson. Point of contact. Syracuse, NY. 2011.
- O ghetto/ O eco dà minha mae. Tradotto in portoghese da Carlito Azevedo e Paloma Vidal /Paloma Vidal. 7 lettere. Río de Janeiro, 2012.
- The Echo of My Mother. Tradotto in inglese da Cecilia Rossi. Waterloo Press. London, 2012.
- "L'Eco di mia madre". Tradotto in italiano da Chiara de Luca, Kolobris Edizioni, Ferrara, 2014.

#### Antologie
- Ten Latin American Women Poets, selezione di Mary Crow, Traduzione di Carlo e Monique Altschul, U.S.A., Colorado State Review, Mole VII, No 1, fall 1979.
- Littérature argentine, selezione di Paul Verdevoye, traduzione di Gérard di Cortanze, Parigi, Europe, Non. 690, ottobre 1986.
- Argentine writing in the Eighties, selezione William Katra, traduzione di Carlo e Monique Altschul, U.S.A., The Literary Review, Fairleigh Dickinson University, volume 32, number 4, summer 1989.
- A palavra nómade, (Poesia argentina degli anni '70). Selezione e traduzione di Santiago Kovadloff, Brasile, Editoriale Iluminuras, 1991.
- Women’s Writing in Latin America, selezione di Sylvia Molloy, traduzione di Oscar Montero, U.S.A., Westview Press, 1991.
- Caribe Transplatino, selezione di Néstor Perlongher, traduzione di Josely Vianna Baptista, Sao Paulo, Brasile, Editoriale Iluminuras, 1991.
- Eliahu, selezione e traduzione in tedesco di Tobías Burghardt, Eblinger Zeitung, Stuttgart, 23 settembre del 1997.
- Hier ist der Tanz. Selezione di poemi e traduzione in tedesco di Tobías Burghardt. Dai Gedicht, Webling, Nr. 5, Oktober 1997.
- Miriam’s Daughters, selezione Marjorie Agosin, Traduzione in inglese Roberta Gordenstein, Santa Fe, Sherman Ascher Publishing, 2000.
- Inimigo Rumor, selezione di poemi e traduzione in portoghese di Carlito Azevedo, Río de Janeiro, N° 12, 1.er. semestre del 2002.
- Poetry Wales, selezione di poemi e traduzioni in inglese di Cecilia Rossi, Wales, volume 38, number 1, summer 2002.
- Jardim di Camaleoes, selezione e traduzione in portoghese di Claudio Daniel e Glauco Mattoso, Sao Paulo, Brasile, Editoriale Iluminuras, 2004.
- Corresponding Voices, traduzione in inglese di Cecilia Rossi, volume 2, Syracuse University, 2005.
- Calchi Journal, New Translations, selezione di poemi e traduzione di Ben Bollig, number 5, spring 2009, New York.

### Articoli
- Contemporary Spanish American Poets, A Bibliography of Primary and Secondary Sources, di Jacobo Sefamí, Greenwood Press, New York-London, 1993, pagine 10 a 14.
- Gender, politics and poetry in Twentieth Century Argentina, di Jill. S. Kuhnheim, University Press of Florida, Gainesville, 1996. Pagine 48 e 120-121.
- Latin American Jewish Writers: A Critical Dictionary, di Silvia Sauter, ed. Darrell B. Lockhart. New York: Garland, 1997: pagine 260-77 e 284-290
- La doppia voce, di Alicia Genovese. Capitolo V: “Un barocco con luccichi della casa: Tamara Kamenszain”. Editoriale Biblos, Buenos Aires, 1998, pagine 83 a 96.
- Critiche, di Jorge Panesi. Parte V: “Banchetti nel living: Tamara Kamenszain”, Editoriale Norma, Buenos Aires, 2000, pagine 289 a 301..
- Nómades e profugi, di Luis Bravo, “Tamara Kamenszain, il ciclo biologico della poesia”, Fondo Editoriale dell'Università EAFIT, Medellín, 2002. Pagine 41-50.
- Lazos de familia, di Ana Amato e Nora Domínguez (compilatrici). Capitolo 13 “Oltre il ghetto, il campo senza limiti dello sguardo” di Enrique Foffani. Editoriale Paidós, Buenos Aires, 2002, pagine 319-342.
- Letteratura Argentina, prospettiva di fine secolo, di María Celia Vázquez e Sergio Pastormerlo (compilatori), “La domanda per l'oggetto: Genovese, Freidemberg, Kamenszain, Bellessi”, di Jorge Monteleone, Eudeba, Buenos Aires, 2002, pagine 63-101.
- Il poema e il suo doppio, di Anahí Mallol, “Tamara Kamenszain. Lumaca dentro l'attesa”, Editoriale Simurg, Buenos Aires, 2003, pagine 89-102.
- La storia di Bruria. Memoria, autobiografia e tradizione ebrea in Tamara Kamenszain e Ana María Shua, di Denise Leone, Editoriale Simurg, Buenos Aires, 2007
- Tra la lettera e la parola. Saggi di psicoanalisi e letteratura, di Nora Sigal, “Tamara Kamenszain, un passo più in là del vuoto vuoto”, Corporazione Culturale Orogenia, Quito, 2006 pag. 27-36.
- Gli apprendimenti dell'esilio di Carlo Pereda, “L'esilio come limite”, Secolo XXI, Messico, 2008. p. 85-95.